# Ван Лейен, Йост
Йост ван Лейен (нидерл. Joost van Leijen; род. 20 июля 1984 в Неймегене, Нидерланды) — бывший нидерландский профессиональный шоссейный велогонщик.

## Достижения
2004
3-й Омлоп дер Кемпен
2005
2-й Гран-при Хернинга
2006
1-й Тур Лимбурга
2-й ЗЛМ Тур
8-й Чемпионат Фландрии
2007
1-й  Тур Словении
1-й Этап 3
4-й Хералд Сан Тур
4-й Классика Бевербека
2008
1-й  Спринтерская классификация Стер ЗЛМ Тур
2-й Тур Хоккайдо
1-й Этап 4
5-й Гран-при Ефа Схеренса
9-й Халле — Ингойгем
2009
2-й Тур Олимпии
1-й  Очковая классификация
2-й Гран-при Рингерике
3-й  Чемпионат Нидерландов в групповой гонке
2010
1-й Тур Мюнстера
3-й Гран-при Хернинга
8-й Тур Северной Голландии
10-й Тур Дании
2011
2-й Тур Валлонии
1-й Этап 2
4-й Стер ЗЛМ Тур
6-й Энеко Тур
8-й Тур Бельгии